# Kur (fiume)
Il Kur (in russo Кур?; anche conosciuto con il nome di Olgon) è un fiume dell'Estremo oriente russo che scorre nel Territorio di Chabarovsk).
Il fiume è il ramo sorgentizio di sinistra della Tunguska (bacino idrografico dell'Amur). Nasce dal versante meridionale della catena dei monti Mjaočan a un'altitudine di circa 900 m, scorrendo poi con direzione mediamente sud-occidentale; si unisce con il fiume Urmi (ramo sorgentizio di destra) dando origine alla Tunguska alcuni chilometri a valle dell'insediamento di Smidovič. Il fiume non incontra centri urbani di rilievo in tutto il suo corso: il maggiore è il piccolo villaggio di Pobeda. La lunghezza del fiume è di 434 km, l'area del bacino è di 13 700 km². Il Kur è navigabile fino al villaggio di Pobeda.
I maggiori affluenti del fiume sono: Ulika (lungo 157 km), Birakan (108 km), Jarap, Alga.

## Fauna
Il fiume Kur è popolato da: taimen, temolo, Brachymystax lenok e pesci della sottofamiglia Salmoninae. I salmoni vengono qui per deporre le uova.